# Felix Klein
Felix Christian Klein (Düsseldorf, 25 april 1849 - Göttingen, 22 juni 1925) was een Duits wiskundige.
Klein was hoogleraar aan de universiteiten van Erlangen, waar hij het Erlanger Programm opstelde, München, Leipzig en uiteindelijk Göttingen waar hij wiskunde doceerde. Zijn hoofdonderwerpen waren niet-euclidische meetkunde, groepentheorie en functietheorie. Onder andere de viergroep van Klein en de kleinfles zijn naar hem genoemd en hij ontving in 1912 de Copley Medal.

## Leven
Klein werd in Düsseldorf geboren, waar zijn vader als Pruisisch ambtenaar was gestationeerd in de Rijnprovincie. Hij ging naar het gymnasium in  Düsseldorf en studeerde daarna van 1865-1866 wiskunde en natuurkunde op de Universiteit van Bonn, van plan om natuurkundige te worden. Julius Plücker bekleedde op dat moment de leerstoelen in de wiskunde en de experimentele natuurkunde, maar tegen de tijd dat Klein zijn assistent werd, in 1866, was Plücker voornamelijk in de meetkunde geïnteresseerd. Klein behaalde in 1868 onder supervisie van Plücker zijn doctoraat aan de universiteit van Bonn. 
Plücker overleed in 1868, zijn boek over de grondslagen van lijnmeetkunde nog onafgemaakt. Klein was de voor de hand liggende persoon om het tweede deel van Plückers Neue Geometrie des Raumes, Nieuwe meetkunde van de ruimte, af te maken. Bij dit werk maakte hij kennis met Alfred Clebsch, die in 1868 in Göttingen was begonnen. Klein bezocht Clebsch het volgende jaar, ook bezocht hij Berlijn en Parijs. Hij was in juli 1870, bij het uitbreken van de Frans-Pruisische Oorlog, in Parijs en moest Frankrijk halsoverkop verlaten. Tijdens de oorlog diende hij korte tijd als een hospik in het Pruisische leger, voordat hij in het begin van 1871 tot universitair docent in Göttingen werd benoemd. 
Klein werd in 1872 tot hoogleraar benoemd aan de Universiteit van Erlangen en was toen nog maar 23 jaar oud. Bij deze benoeming werd hij in sterke mate ondersteund door Clebsch, die in hem een mogelijke leidende wiskundige van zijn tijd zag. Klein bouwde in Erlangen, mede door het lage aantal wiskundestudenten, geen school om zich heen, maar stelde er wel zijn Erlanger Programm op. Hij kreeg in 1875 een leerstoel aangeboden aan de Technische Hochschule, de Technische Hogeschool van München. Daar hadden hij en zijn collega Brill vele excellente studenten, zoals Adolf Hurwitz, Walther von Dyck, Karl Rohn, Carl Runge, Max Planck, Luigi Bianchi en Gregorio Ricci-Curbastro.
Klein trad in 1875 in het huwelijk met Anne Hegel, een kleindochter van de filosoof Georg Wilhelm Friedrich Hegel.
Na vijf jaar aan de Technische Hochschule werd Klein benoemd op de leerstoel van de meetkunde aan de Universiteit van Leipzig. Daar waren zijn collega's Walther von Dyck, Rohn, Eduard Study en Friedrich Engel. Kleins jaren in Leipzig, van 1880 tot 1886, veranderden zijn leven radicaal. Hij kreeg in 1882 met gezondheidsproblemen te maken en in de periode 1883-1884 leed hij onder een depressie, maar publiceerde in 1882 voor het eerst over de kleinfles.
Zijn carrière als actief onderzoeker nu in wezen over, aanvaardde Klein in 1886 een leerstoel aan de Universiteit van Göttingen. Vanaf dat moment tot aan zijn emeritaat in 1913 zette hij zich in om van Göttingen opnieuw 's werelds belangrijkste onderzoekscentrum in de wiskunde te maken. Daar slaagde hij in, hoewel hij persoonlijk niet meer de rol heeft gespeeld, die hij in Leipzig wel had als leider van een school in de meetkunde. In Göttingen gaf hij een verscheidenheid aan colleges, vooral op het raakvlak van de wiskunde en de natuurkunde, zoals mechanica en potentiaaltheorie. 
Het wiskundig onderzoekscentrum dat Klein in Göttingen oprichtte heeft over de hele wereld als model gediend voor soortgelijke wiskundige onderzoekscentra. Hij introduceerde de wekelijkse discussievergaderingen en voerde de wiskundige leeszaal en bibliotheek in. Klein slaagde er in 1895 in om David Hilbert van de Universiteit van Königsberg naar Göttingen te lokken, deze benoeming bleek een zeer gelukkige. Hilbert zorgde er na Kleins emeritaat voor dat Göttingen nog zeker twintig jaar, tot zijn eigen emeritaat in 1932 en de komst van de nazi's in 1933, het belangrijkste centrum van wiskundig onderzoek in de wereld bleef.
Onder het redacteurschap van Klein werd het blad Mathematische Annalen een van de beste wiskundige tijdschriften ter wereld. Opgericht door Clebsch werd dit blad onder leiding van Klein in eerste instantie een rivaal van Crelle's Journal, een blad met sterke banden met de Universiteit van Berlijn. Klein stelde een klein team van redacteuren in, dat regelmatig bijeenkwam en waar democratische besluitvorming plaatsvond. Het tijdschrift specialiseerde zich vooral in de complexe functietheorie, de algebraïsche meetkunde en de invariantentheorie, tenminste totdat Hilbert het invariantenprobleem oploste. Ook werd er aandacht besteed aan de reële analyse en de nieuwe groepentheorie. Hij noemde in 1884 de viergroep, die later als de viergroep van Klein bekend werd.
Mede dankzij de inspanningen van Klein op dit gebied liet Göttingen sinds 1893 ook vrouwelijke studenten toe. Klein begeleidde zelf Grace Chisholm Jong, een Engelse studente van Arthur Cayley, die onder zijn supervisie het eerste proefschrift in Göttingen schreef. 
Klein raakte rond 1900 geïnteresseerd in het wiskundeonderwijs op scholen en speelde in 1905 een beslissende rol bij het formuleren van een plan waarin werd aanbevolen dat de basisbeginselen van differentiaal- en integraalrekening en het functieconcept op middelbare scholen werd onderwezen. Deze aanbeveling werd geleidelijk aan in veel andere landen over de hele wereld overgenomen. Klein werd in 1908 tijdens het Internationale Wiskundige Congres in Rome tot voorzitter gekozen van de Internationale Commissie voor Wiskundig Onderwijs en onder zijn leiding heeft de Duitse tak van de Commissie veel gepubliceerd over het wiskundeonderwijs in Duitsland. 
Klein kreeg in 1893 de London Mathematical Society De Morgan Medal toegekend, werd in 1885 tot lid van de Royal Society verkozen en ontving in 1912 de Copley Medal. Hij trad in 1913 vanwege zijn slechte gezondheid terug, maar vanuit huis bleef hij nog enige jaren doorgaan met het doceren van de wiskunde. 
Felix Klein overleed in 1925 op 76-jarige leeftijd in Göttingen.

## Websites
- 1968. Elementarmathematik vom höheren Standpunkt aus.

## Voetnoten
1. ↑  Award winners : Copley Medal. Royal Society. Geraadpleegd op 30 december 2018.
2. ↑  https://timenote.info/de/Felix-Klein.
3. ↑  https://catalogues.royalsociety.org/CalmView/Record.aspx?src=CalmView.Persons&id=NA5396&pos=1.